# Glande aréolaire

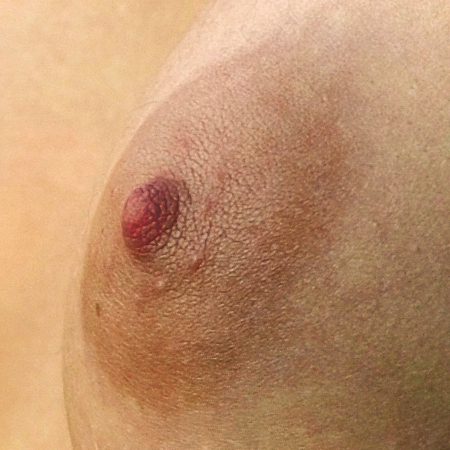
Glandes aréolaires visibles sur l'auréole du sein, autour du mamelon.

Les glandes aréolaires, aussi appelées glandes de Morgagni ou glandes de Montgomery, sont des glandes sébacées de l'aréole qui entourent le mamelon du sein. Ces glandes produisent une sécrétion huileuse (fluide lipoïde) qui lubrifie, protège les aréoles contre le dessèchement, les crevasses et les mamelons, notamment contre les infections préjudiciables lors de l'allaitement. Les composés volatils dans ces sécrétions peuvent aussi servir comme stimulus olfactif favorisant l'appétit du nouveau-né. Ces glandes forment des petites protubérances à la surface de l'aréole qui portent le nom de tubercules de Montgomery (ou de Morgagni). Les nodules deviennent plus apparents vers la huitième semaine de grossesse. 

## Histoire
Ces structures ont été décrites pour la première fois par l'anatomiste et anatomopathologiste italien Jean-Baptiste Morgagni en 1719 L'anatomiste et anatomopathologiste italien Jean-Baptiste Morgagni a décrit pour la première la présence de petite proéminences réparties à la surface de l'aréole en 1719, qu'il a qualifié de « follicules » ou de « tubercules ». Elles ont plutôt été qualifiées de « protubérances » par Roederer en 1753. Morgagni a mis en évidence l'activité sécrétoire des tubercules, en décrivant notamment avoir vu des canaux galactophores allant vers chacun de ces tubercules et croissant avec eux : ce serait la dilatation de ces canaux au-delà de la surface de l'aréole qui formerait les tubercules. L’obstétricien irlandais William Fetherstone Montgomery (en) a décrit leur structure plus en détail en 1837 et leurs changements lors de la gestation et de la lactation.

## Anatomie

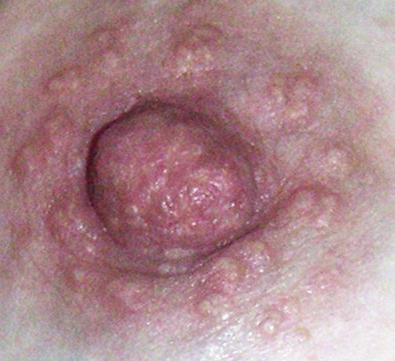
Tubercules de Montgomery faisant saillie.

Les glandes aréolaires sont des glandes sudoripares modifiées. Les tubercules de Morntgomeryi sont des élévations papulaires de 1 ou 2 millimètres de diamètre situés à la surface de l'aréole du sein, formées par l'ouverture des glandes de Montgomery. Leur nombre varie considérablement mais on en dénombre en moyenne de 4 à 28 par mamelon, aussi bien chez les hommes que les femmes. 

## Physiologie

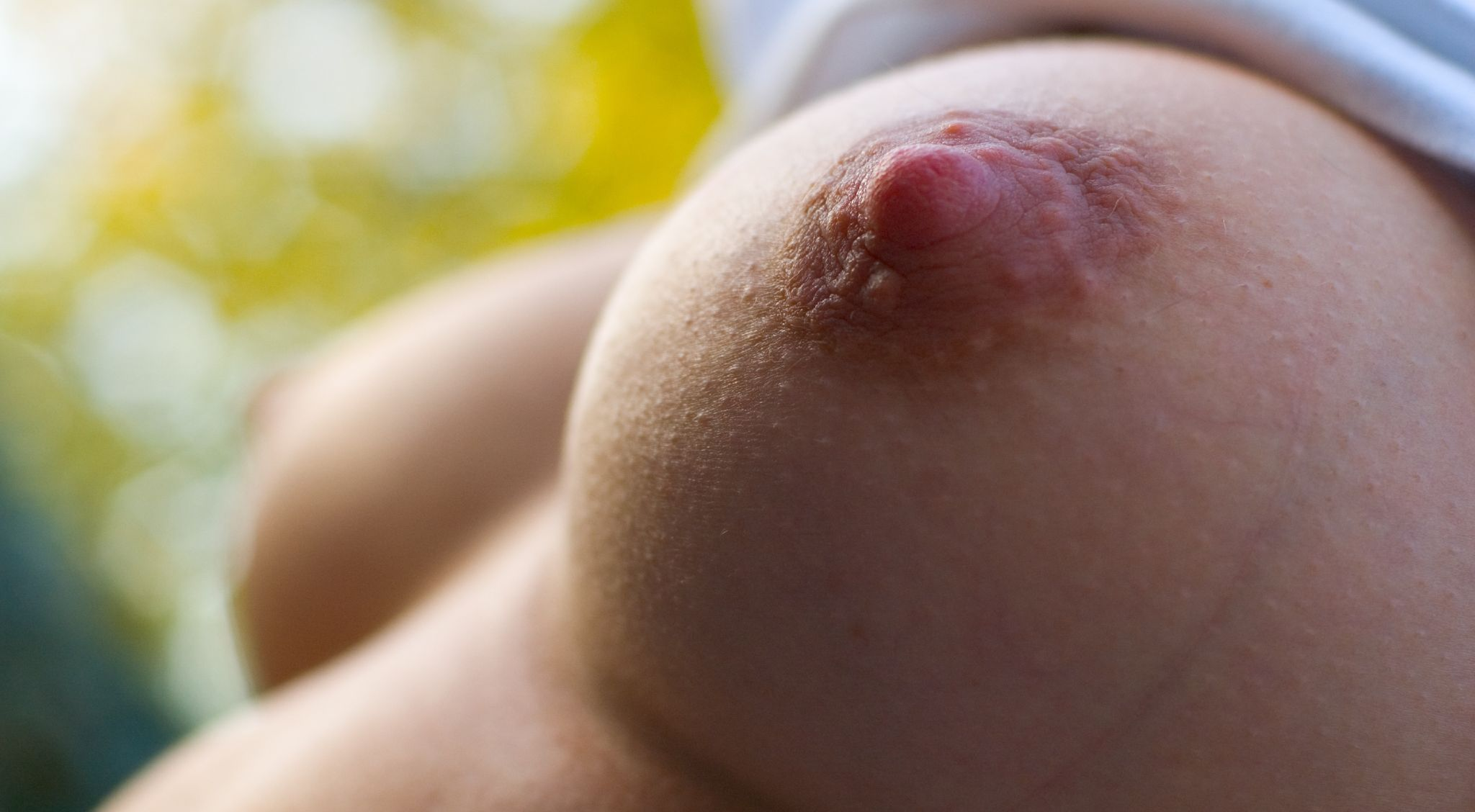
Sein d'une femme enceinte.

La peau au-dessus de la glande aréolaire est lubrifiée et tend à être plus lisse que le reste de l'aréole. Lorsque les tétons sont stimulés (froid, allaitement, excitation sexuelle), la piloérection déclenchée par l'ocytocine les fait pointer et fait grossir les tubercules de Morgagni : il s'agit d'un réflexe vestigial. Sous l'influence de l'hormone de grossesse, les aréoles et les tubercules des seins deviennent plus foncés et particulièrement volumineux vers la huitième semaine de grossesse.